# دوري هونغ كونغ لكرة القدم 1998–99
دوري هونغ كونغ لكرة القدم 1998–99 (بالصينية: 1998–99年香港甲組足球聯賽) هو الموسم 54 من دوري هونغ كونغ لكرة القدم ‏. كان عدد الأندية المشاركة فيه 8، وفاز فيه Happy Valley AA ‏.